# Odnoklassniki
（直译：“同学”）是一个为俄罗斯和其他前苏联国家的网民提供校友社交网络服务的网站，由阿尔贝特·波普科夫创建于2006年3月4日。

## 现状
Odnoklassniki的网站宣称已有超过4500万的注册用户，每天的独立访客逾1000万。根据Alexa的流量数据，Odnoklassniki在全球排名第67，而在俄罗斯国内排在第7位。网站收入的主要来源是广告、社交游戏和其他收费项目，2008年第一季度的营收为330万美元。社交网站Odnoklassniki.ru的用户主要集中在35岁以下，年收入低于3万美元的人群。网站在哈萨克斯坦（排名第四）、亚美尼亚（排名第五）等国非常受欢迎。Odnoklassniki的服务器位于俄罗斯莫斯科，网站以Java编写，用户主要使用的语言为俄语。在2006年和2007年，Odnoklassniki两度获得俄罗斯的Runet大奖。
2008年9月15日，根据媒体报道，创始人波普科夫将手中Odnoklassniki的20%股份尽数出售给数码天空科技。至此，Odnoklassniki归属数码天空科技所有。

## 事件
2008年2月，英国的I-CD公司状告阿尔贝特·波普科夫侵犯了他们的版权。根据I-CD公司的指控，波普科夫在2005年11月辞职前一直在其公司旗下的192.com和Passado两个项目内供职。2006年12月，I-CD投入1000万欧元的资金扩展Passado这个社交网站在俄罗斯的业务。据称波普科夫就是利用了此信息创建了Odnoklassniki这个与Passado极其相似的网站。阿尔贝特·波普科夫对指控予以否认，但他随后被Odnoklassniki撤掉执行总监的职务。但在2009年11月英国伦敦皇家法院首个审判日后，I-CD及其CEO阿拉斯泰尔·克劳福德撤销了所有指控，前提是阿尔贝特·波普科夫和Odnoklassniki为此支付I-CD一笔不公开数额的现金作为赔偿。